# ناتالیا پوگونینا
ناتالیا پوگونینا (روسی: Наталья Андреевна Погонина؛ زادهٔ ۹ مارس ۱۹۸۵) شطرنج‌باز اهل روسیه با درجه استادبزرگ زنان و ریتینگ بالای ۲۵۰۰ است. او نایب قهرمان شطرنج زنان جهان در سال ۲۰۱۵ شده‌است.